# Aaro O. Pajari
Aaro Olavi Pajari, finski general, * 17. julij 1897, † 14. oktober 1949.